# Nok
Nok es un pueblo y yacimiento arqueológico situado al sur del estado de Kaduna, en Nigeria. El descubrimiento allí de figuras de terracota en 1943, durante operaciones mineras, hizo que el pueblo diera nombre a la cultura Nok, que floreció en Nigeria entre el 400 a. C. y el 200 d. C. El sitio fue investigado por el arqueólogo británico Bernard Fagg (1915-1987), que con ayuda de los nativos realizó nuevos hallazgos. Además de las terracotas, se han encontrado en Nok hornos de fundición de hierro.
Una madera encontrada en Nok en 1951 fue datada por las pruebas del carbono 14 hacia el 3660 a. C.